# Choi Se-bin
Choi Se-bin (n. 11 august 2000, Suwon, Coreea de Sud) este o scrimeră sud-coreeană, medaliată olimpică. A participat la o ediție a Jocurilor Olimpice (2024) în care a câștigat o medalie de argint.